# Poa jaunsarensis
Poa jaunsarensis är en gräsart som beskrevs av Norman Loftus Bor. Poa jaunsarensis ingår i släktet gröen, och familjen gräs. Inga underarter finns listade i Catalogue of Life.